# Sandra Paretti

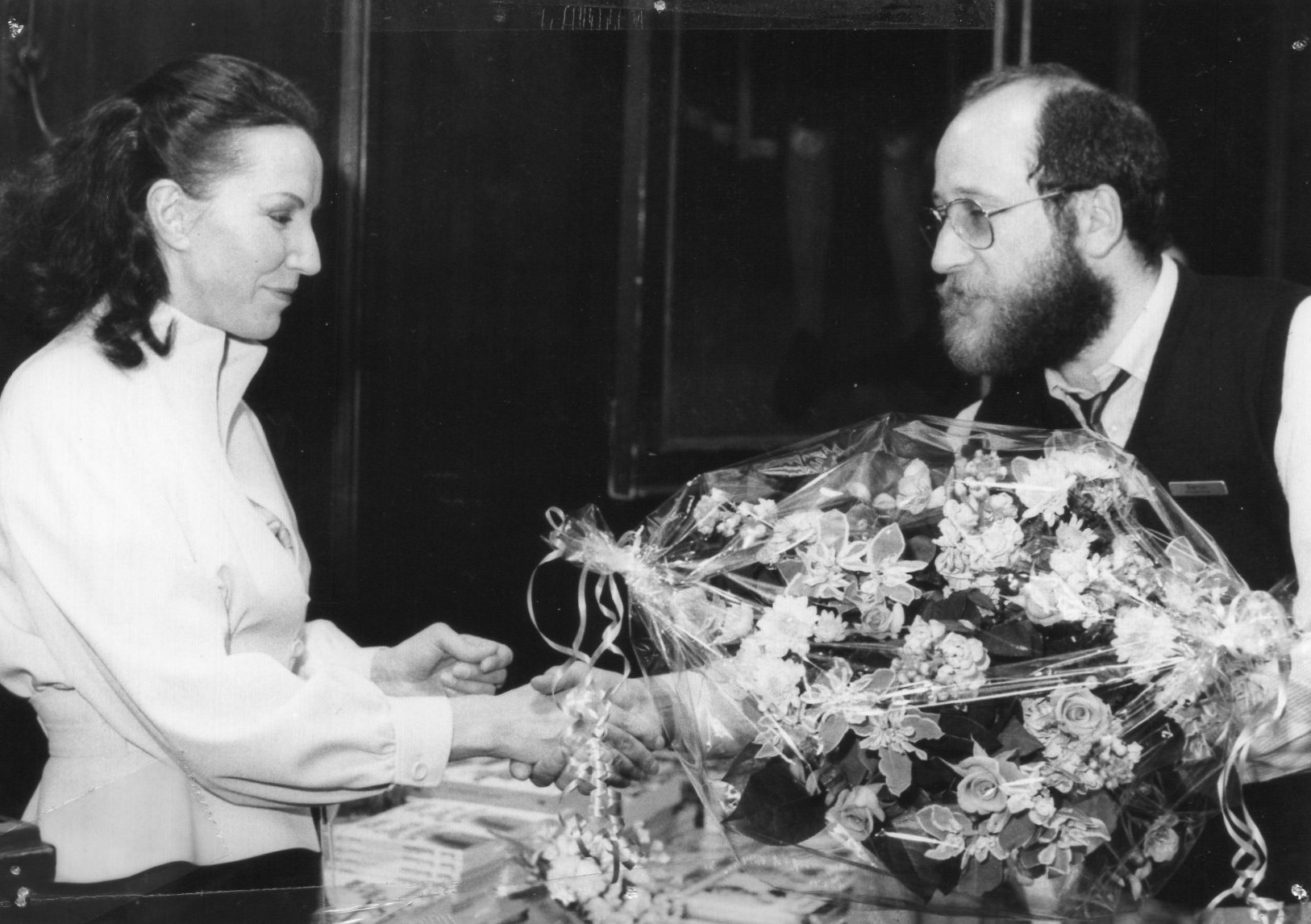
Sandra Paretti am 4. Mai 1985, begrüßt von Bernhard M. Baron im Alten Rathaus in Weiden anlässlich der 1. Weidener Literaturtage

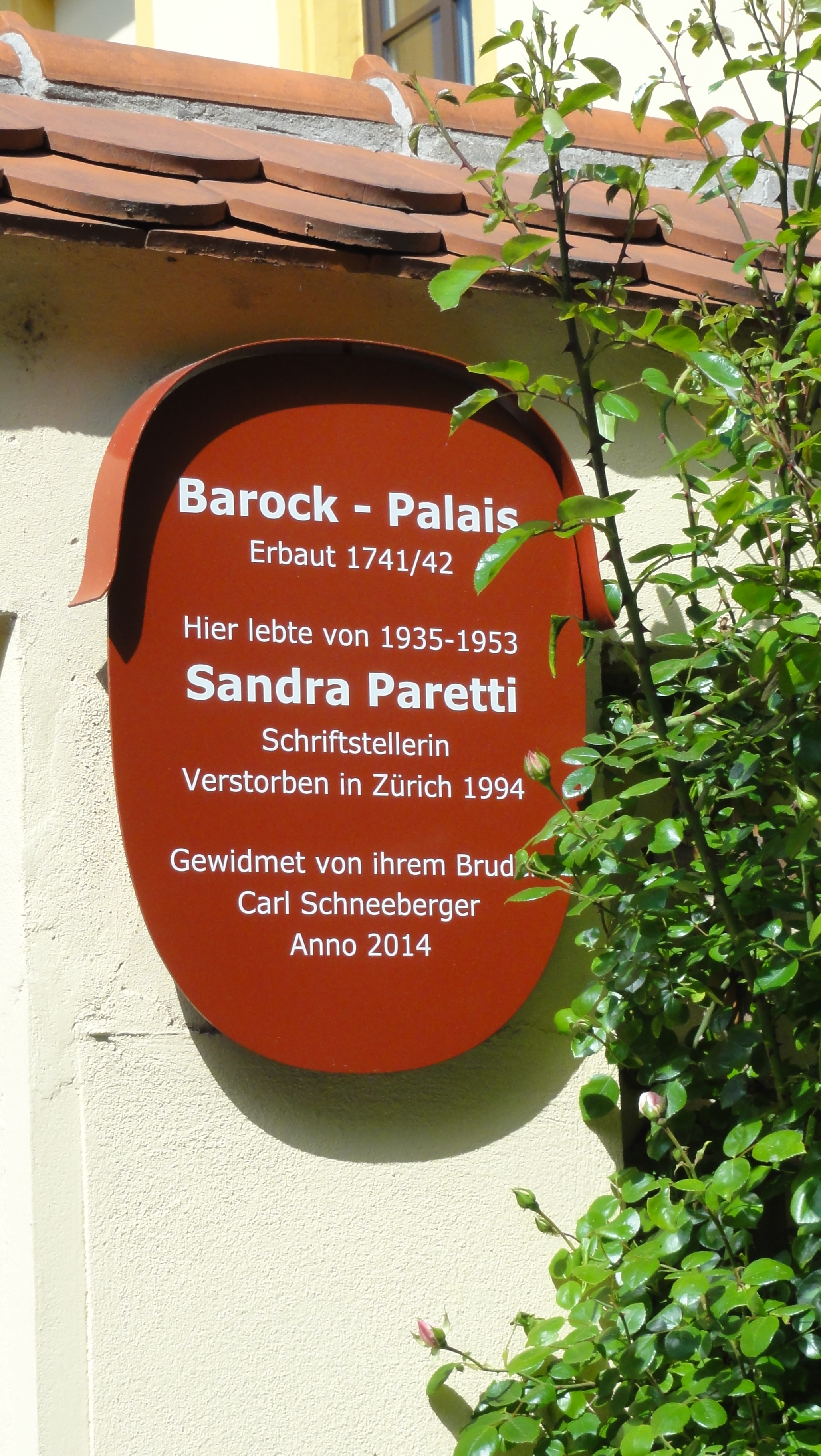
Gedenktafel für Sandra Paretti an ihrem Elternhaus auf dem Oberen Wöhrd in Regensburg

Sandra Paretti (* 5. Februar 1935 in Regensburg; † 13. März 1994 in Zürich; eigentlich Irmgard Schneeberger) war eine deutsche Schriftstellerin.

## Leben
Sandra Paretti wuchs im Haus ihrer Eltern, einem ehemaligen Domherrenhof, auf dem Oberen Wöhrd, einer der beiden Regensburger Donauinseln, auf. Nach dem Abitur 1953 studierte sie zuerst Musik und anschließend Germanistik an der Ludwig-Maximilians-Universität München, der Sorbonne und an der Universität La Sapienza. 1960 wurde sie über das Thema Das Kunstmärchen in der ersten Hälfte des 20. Jahrhunderts an der Ludwig-Maximilians-Universität München zum Dr. phil. promoviert und begann als Journalistin für die Münchner Abendzeitung zu arbeiten.
Nach ihrem auf Anhieb erfolgreichen ersten Roman Rose und Schwert (1967) war sie als freie Schriftstellerin tätig. 1969 zog sie nach Zürich.
Parettis Bücher sind größtenteils Gesellschaftsromane mit historischem Hintergrund. Parettis Werke wurden verfilmt (zuletzt Der Wunschbaum als Fernsehserie) oder erschienen als Sprechplatten (Märchen aus einer Nacht, Sprecherin: Sandra Paretti). Parettis Bücher wurden in 28 Sprachen übersetzt (Gesamtauflage: 30 Millionen Exemplare). Damit gehört sie zu den meistgelesenen deutschsprachigen Erzählerinnen.
Der Nachlass Sandra Parettis wird in der Staatlichen Bibliothek Regensburg aufbewahrt. Ihr zu Ehren hat die Stadt Regensburg eine neue Straße benannt. Der Sandra-Paretti-Weg wurde im Januar 2012 feierlich eröffnet.

## Suizid und Todesanzeige
Paretti starb durch Selbsttötung, nachdem sie zwei Jahre zuvor unheilbar an Krebs erkrankt war. Am 14. März 1994 erschien ihre selbstverfasste Todesanzeige in der Neuen Zürcher Zeitung (NZZ) (auf einer Drittel-Seite, S. 25), in der sich die Schriftstellerin zu ihrer Entscheidung äußerte.
Parettis Suizid, vor allem aber die Anzeige, erregte großes Aufsehen, unter anderem, weil Paretti hier direkt Werbung für den Schweizer Sterbehilfe-Verein Exit machte.

## Werke
- Rose und Schwert¹ (1967)
- Lerche und Löwe¹ (1969)
- Purpur und Diamant¹ (1971)
- Marlott (1970, wieder als Clubausgabe in Anthologie von 1982: Das Beste von Konsalik… u. a.)
- Der Winter, der ein Sommer war (1972), verfilmt 1976
  - als Heyne Taschenbuch; Wilhelm Heyne Verlag, München 1977, ISBN 3-453-00505-8.
- Die Pächter der Erde (1975)
- Der Wunschbaum (1975), verfilmt 2004
- Das Zauberschiff (1977) (Platz 1 der Spiegel-Bestsellerliste vom 15. bis zum 21. August 1977)
- Maria Canossa (1979)
- Das Echo deiner Stimme (1980)
- Paradiesmann (1983)
- Märchen aus einer Nacht (1985)
- Südseefieber (1986)
- Tara Calese (1988)
- Laura Lumati (1988)
- Mein Regensburger Welttheater (1989)
- Im Nixenkahn der Donau (1996)

¹ Trilogie